# Slunečná
Slunečná (in tedesco Sonneberg) è un comune della Repubblica Ceca facente parte del distretto di Česká Lípa, nella regione di Liberec.